# Veliki Kozjak
A Veliki Kozjak (vagy Kijevski Kozjak) egy sziklás hegység Horvátországban, a Dalmát Zagora területén, Kijevo település felett. A Dinári-hegység része. A Veliki Kozjak a közelmúltig szinte ismeretlen volt a nagyközönség és a hegymászók számára. Többnyire elhanyagolták, mert a szomszédos Dinara és Svilaja magasabb és híresebb hegyvonulatai között fekszik. A Veliki Kozjak egy viszonylag legkevésbé ismert, 1000 m-nél magasabb hegygerinc. Horvátországban sok alacsonyabb hegy ismertebb és sokkal jobban leírt nála. A Veliki Kozjakot szinte csak azok a geológusok kutatták eddig, akik Horvátország földtani térképét készítették.

## Fekvése
Vrlikától nyugatra és Knintől délre, a Kaštela felett található híresebb, de jóval alacsonyabb tengerparti Kozjakkal (vagy Mali Kozjakkal) átellenben fekszik. 

## Leírása
Az északabbra fekvő Poštakhoz hasonlóan a Veliki Kozjak is többnyire mezozoikumi dolomitból épül fel. Háromszög alakú karszt fennsíkja délnyugat felől fokozatosan emelkedik 1000-1200 m magasságig, keleten pedig hirtelen zuhan a Kijevo fölötti sziklák lejtőin. Ezért nyugat felől könnyebben megközelíthető, míg meredek keleti oldala többnyire csak hegymászó felszerelésekkel járható. Legmagasabb csúcsa északkeleten, a függőleges dolomitsziklákkal égnek meredező piramis alakú Bat (1207 m), amely Kijevo felől a Velebit-hegység szikláira emlékeztet. A főcsúcstól északra néhány tucat méterre egy nagy fémkereszt található, amely Kijevo felé néz. Fentről szép kilátás nyílik Kijevo falutól északra és a Dinara felé. Keleten a Troglav, a Peručko-tó, délkeletre a Svilaja látható, délen a Moseć és tovább délnyugatra Promina, a Petrovo polje és Drniš látható. További magas hegycsúcsok a gerincen délre, Vrlika felé a Mijatovac 1100 m-es (a csúcs alatt két barlang található), a Crna Glava (1106 m) és a legdélebbre a Vrlika melletti Maovice falu felett lekoptatott Kunica (1101 m). A nyugati lejtőn található szezonális pásztorkunyhóktól eltekintve, amelyeket részben romokban hagynak el, a Veliki Kozjak ma többnyire lakatlan.

## Növényvilág
A Veliki Kozjak lejtői főleg tölgyekkel és gyertyánnal vannak benőve. A gerincen a süppedésekben és szurdokokban sok a tompalevelű juhar (Acer obtusatum) található. A Bat főcsúcs körül, az 1100 m feletti legmagasabb, szeles gerincen meredek sziklák és éles kövek uralkodnak, ahol az egész dalmát Zagora leggazdagabb, jellegzetes növényzete nő. Növényvilága csak a Velebit-hegység és a Biokovo legmagasabb csúcsai mögött marad el, míg a szomszédos Dinara és Svilaja hegygerincei sokkal szegényesebb növényvilágot hordoznak a Veliki Kozjakhoz képest. A hegység csúcsgerincének fő természeti adottsága egy tucat, a környező hegyekben is ritka vagy ismeretlen endéma: Genista pulchella, Centaurea nicolai, Edraianthus ginzbergeri, Lilium dalmaticum, Euphorbia barrelieri stb.